# Sulphur Springs (Texas)
Sulphur Springs is een plaats (city) in de Amerikaanse staat Texas, en valt bestuurlijk gezien onder Hopkins County.

## Demografie
Bij de volkstelling in 2000 werd het aantal inwoners vastgesteld op 14.551.
In 2006 is het aantal inwoners door het United States Census Bureau geschat op 15.290, een stijging van 739 (5.1%).

## Geografie
Volgens het United States Census Bureau beslaat de plaats een oppervlakte van
54,5 km², waarvan 46,3 km² land en 8,2 km² water. Sulphur Springs ligt op ongeveer 153 m boven zeeniveau.

## Plaatsen in de nabije omgeving
De onderstaande figuur toont nabijgelegen plaatsen in een straal van 28 km rond Sulphur Springs.